# Guerrer de Hirschlanden
El Guerrer de Hirschlanden és una estàtua d'un guerrer itifàl·lic nu de gres. És l'escultura antropomorfa de grandària natural de l'edat del ferro més antiga trobada fins ara al nord dels Alps. Es podria situar en la cultura de Hallstatt, possiblement del s. VI aC. L'escultura es pot veure al Landesmuseum Württemberg, a Stuttgart.
Es trobà al 1963, a Hirschlanden, hui un barri de Ditzingen, a Baden-Württemberg, durant l'excavació d'un petit túmul d'uns 32 m de diàmetre. El túmul estava rodejat amb un cercle de pedra i una paret de pedra seca. S'hi trobaren 16 enterraments d'homes i dones d'inicis de la cultura de Hallstatt (Hallstatt D1, cap al 600 ae), fins a l'època de la cultura de la Tène, cap al 450 ae. La figura del guerrer era al nord del túmul, però es creu que al principi seria dalt del monticle. Mostra senyals d'haver estat exposat molt de temps als elements, abans de quedar protegit sota terra. Se n'ha conservat una altura de 1,50 m, i li manquen els peus i les fins a la meitat dels panxells. Originàriament tindria una grandària d'1,70 m.
El guerrer duu un barret punxegut, possiblement semblant als que es feien d'escorça de bedoll, com el descobert en l'enterrament d'Hochdorf, una torca i un cinyell amb un típic punyal de la cultura de Hallstatt. Tots aquests símbols indiquen que era un personatge d'estatus elevat.
Mentre que les cames són molt realistes i musculoses, el tronc està realitzat de manera esquemàtica, i encara més esquemàtica n'és la cara. Això ha portat a discussions sobre si podria dur màscara, com ocorre en enterraments de Kleinklein (Estíria) i Trebeniset (Macedònia), així com a les tombes de fossa micèniques, molt més antigues (cap a 1500 ae). La interpretació com a màscara és probable si es té en compte les estretes cavitats orbitàries, nas pla i el badall que forma la boca. Els trets facials semblen desplaçats cap avall.
També se'n discuteix una influència grega (kouroi), ja que hi havia relacions comercials amb les colònies gregues de la Mediterrània, com Massilia (Marsella). Però s'assembla més a les estàtues de Capestrano, a Itàlia (650–550 ae) i Casale Marittimo (mitjan segle VII ae).
De Baden-Württemberg provenen moltes altres troballes arqueològiques d'estàtues antropomorfas, com les de Rotemburg del Néckar, Tubinga, Stammheim i Stockach, però aquestes són més estilitzades que la d'Hirschlanden. De la posterior època de la Tène s'han trobat encara més estàtues antropomòrfiques, com les de Glauberg i Raibach ((Hessen), Holzgerlingen (Baden-Württemberg) i Mseke Zehrovice (Bohèmia).

## Galeria d'imatges

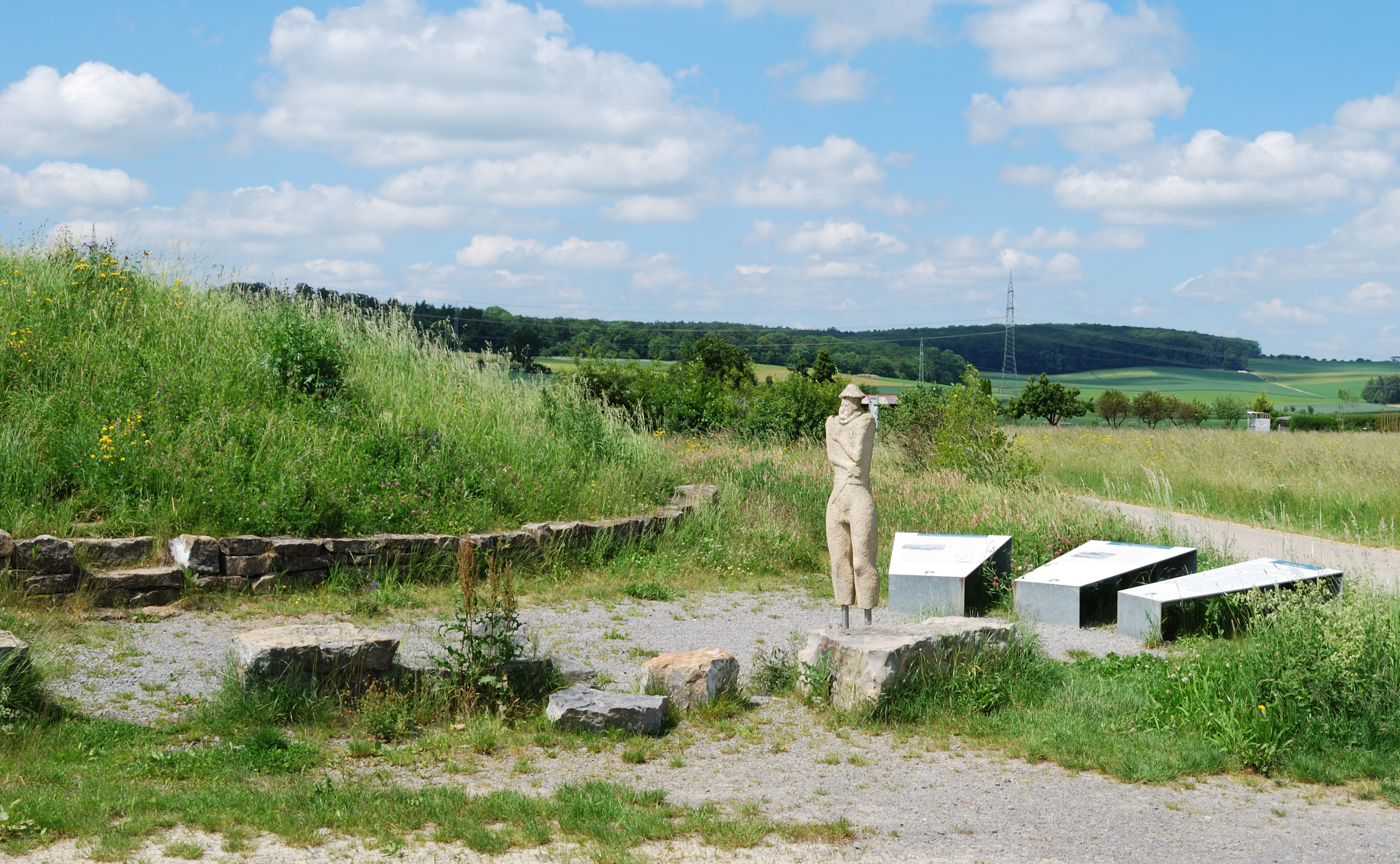
Lloc de la troballa a Hirschlanden
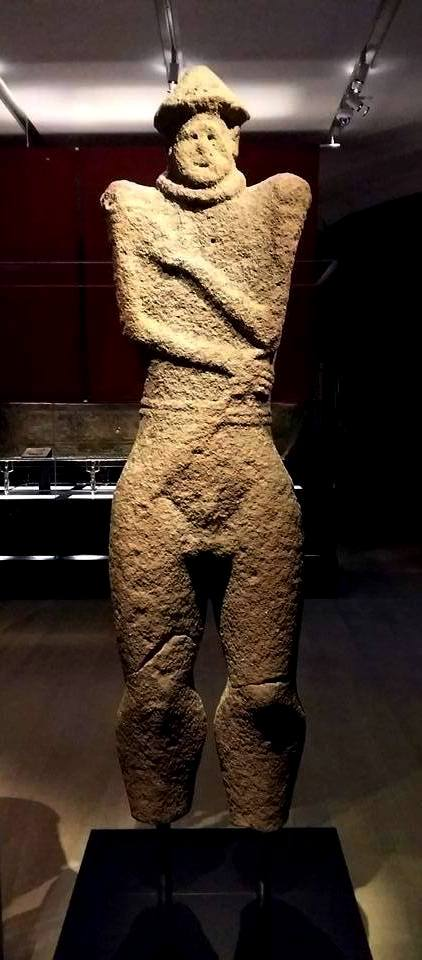
Original al Museu de Württemberg, front
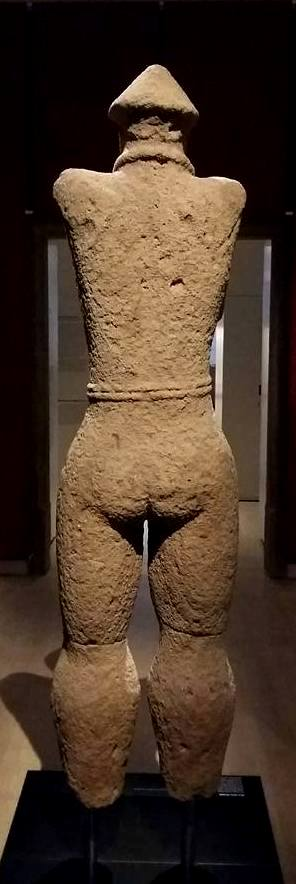
Original al Museu de Württemberg, part posterior